# Barret-de-Lioure
Pour les articles homonymes, voir Barret et Lioure.
Barret-de-Lioure est une commune française située dans le département de la Drôme, en région Auvergne-Rhône-Alpes.
Vieux village perché, accroché à la montagne, il surplombe la vallée de l'Anary et ses pics rocheux, au milieu des prés et des champs de lavande avec, en toile de fond, toute la chaîne du massif du Ventoux.
Ses habitants sont dénommés les Barretiers.

## Géographie

### Localisation
Barret-de-Lioure est située à 7 km de Montbrun-les-Bains et à 7 km de Séderon, par le col de Macuègne (1 068 m).

### Relief et géologie
Sites particuliers :
Site Géoportail (carte IGN) :
- Adret de Lachau
- Col de Lombard
- Col de Macuègne
- Col des Sires
- Col du Négron
- Collet Court
- Col Nu
- Col Pointu
- Combe Chamatte
- Combe Grenier
- Combe du Tay
- Croix Blanche
- Croix de Barret
- Fontenelle
- Grand Col
- Grand Vallon de Baïs
- la Combe
- la Crau
- la Serrière de Piberos
- la Sinas
- le Génisseau
- le Grand Collet
- le Grand Terme
- le Jambard
- le Négron
- le Petit Ubac
- Massugeaye
- Montagne d'Albion
- Montagne de Bergiès
- Petit Col
- Peyméan
- Pouzounière
- Seuil
- Sommet du Col de Lérol
- Ubac de Baïs

### Hydrographie
La commune est arrosée par :
- la rivière la Méouge qui a sa source sur la commune[1],[2], cours d'eau de 39,7 km, sous-affluent de la Durance par le Buëch ;
- le Torrent d'Anary qui a sa source sur la commune[1],[3], rivière de 7,4 km, sous-affluent de l'Ouvèze par le Toulourenc ;
- le Ravin de Fontanille[1] ;
- le Ravin de Gourerette[1] ;
- le Ravin de Riou[1] ;
- le Ravin des Bournaux[1] ;
- le Ravin de Touissas[1],[4] ;
- le Ravin Papillon[1].

### Climat
Pour des articles plus généraux, voir Climat d'Auvergne-Rhône-Alpes et Climat de la Drôme.
En 2010, le climat de la commune est de type climat méditerranéen altéré, selon une étude du CNRS s'appuyant sur une série de données couvrant la période 1971-2000. En 2020, Météo-France publie une typologie des climats de la France métropolitaine dans laquelle la commune est exposée à un climat de montagne ou de marges de montagne et est dans une zone de transition entre les régions climatiques « Provence, Languedoc-Roussillon » et « Alpes du sud ». 
Pour la période 1971-2000, la température annuelle moyenne est de 8,8 °C, avec une amplitude thermique annuelle de 16 °C. Le cumul annuel moyen de précipitations est de 1 092 mm, avec 7,5 jours de précipitations en janvier et 4,7 jours en juillet. Pour la période 1991-2020, la température moyenne annuelle observée sur la station météorologique de Météo-France la plus proche, sur la commune de Séderon à 4 km à vol d'oiseau, est de 9,7 °C et le cumul annuel moyen de précipitations est de 1 032,4 mm,. Pour l'avenir, les paramètres climatiques de la commune estimés pour 2050 selon différents scénarios d'émission de gaz à effet de serre sont consultables sur un site dédié publié par Météo-France en novembre 2022.

### Voies de communication et transports
La commune est séparée de celle de Ferrassières par le col de l'Homme Mort.

## Urbanisme

### Typologie
Au 1er janvier 2024, Barret-de-Lioure est catégorisée commune rurale à habitat très dispersé, selon la nouvelle grille communale de densité à 7 niveaux définie par l'Insee en 2022.
Elle est située hors unité urbaine et hors attraction des villes,.

### Occupation des sols
L'occupation des sols de la commune, telle qu'elle ressort de la base de données européenne d’occupation biophysique des sols Corine Land Cover (CLC), est marquée par l'importance des forêts et milieux semi-naturels (87,8 % en 2018), en diminution par rapport à 1990 (90,1 %). La répartition détaillée en 2018 est la suivante : 
forêts (46,7 %), milieux à végétation arbustive et/ou herbacée (41,1 %), zones agricoles hétérogènes (9,8 %), terres arables (2,4 %). L'évolution de l’occupation des sols de la commune et de ses infrastructures peut être observée sur les différentes représentations cartographiques du territoire : la carte de Cassini (XVIIIe siècle), la carte d'état-major (1820-1866) et les cartes ou photos aériennes de l'IGN pour la période actuelle (1950 à aujourd'hui).

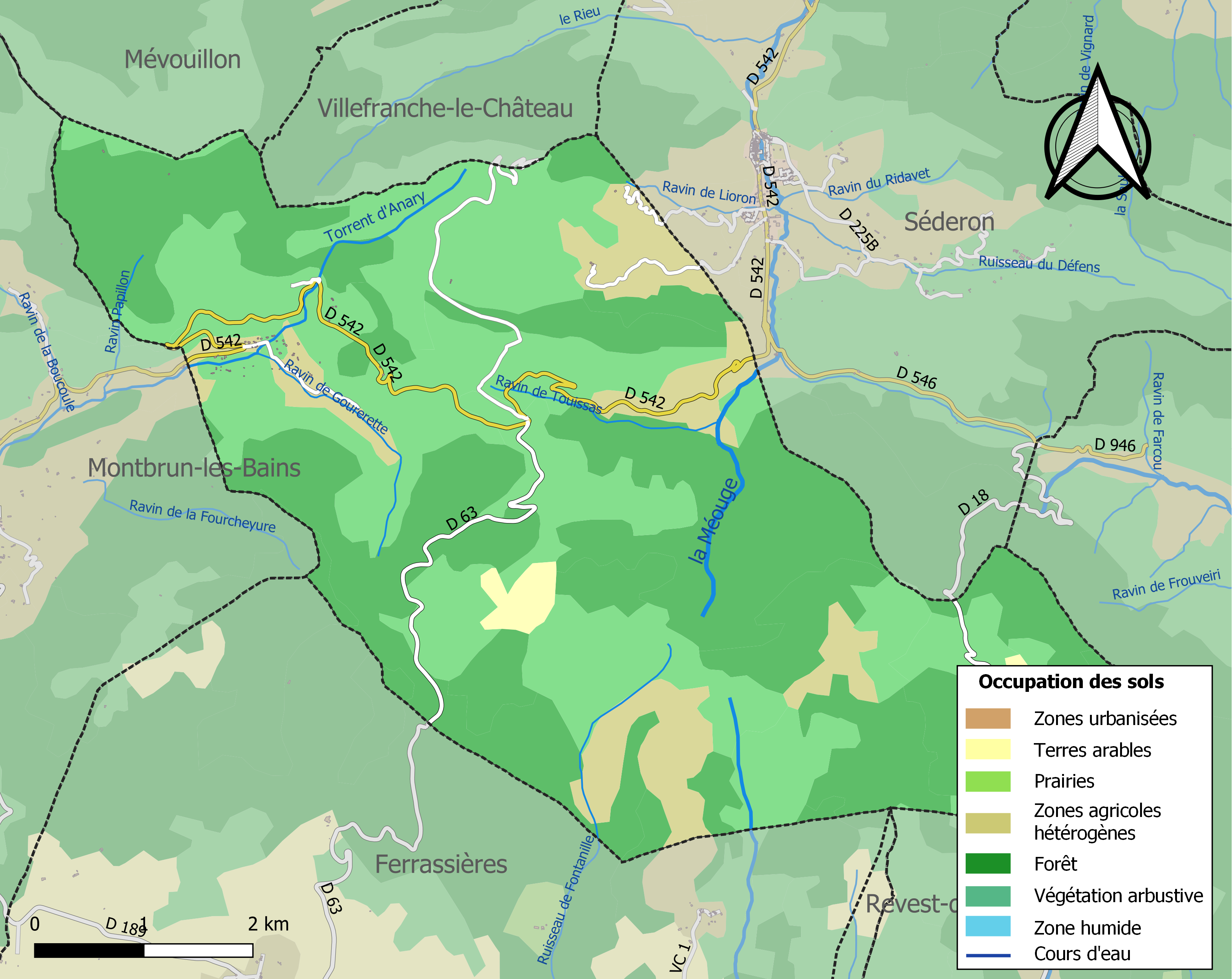
Carte des infrastructures et de l'occupation des sols de la commune en 2018 (CLC).

### Morphologie urbaine
Le village ancien est perché.

#### Quartiers, hameaux et lieux-dits
Site Géoportail (carte IGN) :
- Bacatelles
- Baïs
- Bigonnet
- Bois des Ubacs
- Chanaux
- Clos du Défens
- Côte Laurent
- Estourailles
- Eyrolle
- Forêt du Tay
- la Côte Masseline
- la Doude
- la Passière
- la Peyrière
- la Plaine d'Eyrolle
- la Justice
- la Lauze
- le Buis
- le Clos
- le Farnet
- le Fort
- le Moulin
- la Pauchette
- le Pied du Clos
- le Refra
- les Blaches
- les Mourres
- les Plaines
- le Terron
- Macuègne Bas
- Macuègne Haut
- Plaine de Mause
- Pramesclat
- Pré Long
- Souvechane
- Valaury de Barret

## Toponymie
La commune est dénommée Barret do Liore en occitan[réf. nécessaire].

### Attestations
- 1277 : castrum de Barreto (inventaire des dauphins, 9)[17].
- 1337 : Barreto de Libra (Duchesne, Dauphins, 18)[17].
- 1442 : Barretum (choix de documents, 283)[17].
- 1516 : mention du prieuré : prior curalus de Barrelo Libra (pouillé de Gap)[17].
- 1539 : Barret de Liure (archives de la Drôme, E 3143)[17].
- 1891 : Barret-de-Liourre, commune du canton de Séderon[17].
- 1891 : Barret-de-Lioure[18].

### Étymologie
Barret dériverait de l'oronyme gaulois barro désignant en toponymie une « barrière montagneuse » et du suffixe diminutif -et.
Lioure viendrait de l'occitan loira / loeria « loutre », du latin lutra.

## Histoire

### Préhistoire
Le Rocher du Moulin est un site néolithique[réf. nécessaire].

### Antiquité: les Gallo-romains
Vestiges d'une villa gallo-romaine.

### Du Moyen Âge à la Révolution
La seigneurie :
- Au point de vue féodal, la terre (ou seigneurie) était du fief de la baronnie de Mévouillon.
- 1293 : elle est acquise par les Rigaud.
- Elle passe aux Algoult de Sault.
- 1460 : passe (par mariage) aux Montauban.
- 1611 : passe aux Artaud.
- 1637 : une moitié est vendue aux Dupuy-Montbrun.
- L'autre moitié passe (par mariage) aux Ripert, derniers seigneurs.

Aux XIIe et XIIIe siècles, l'église et ses revenus appartiennent à l'abbaye Saint-André de Villeneuve-lès-Avignon.
1270 : charte de franchises.
1682 : À Barret-de-Lioure, la ligne est surveillée par des hommes du régiment de Poitou revenant d'Espagne à partir de fin octobre. La communauté est requise pour construire des corps de garde pour loger les soldats le long de la ligne : deux sont prévus, mais finalement, douze corps de garde sont construits, ainsi que 24 guérites placées dans les intervalles, à une moyenne de 250 m. Les soldats sont renforcés par huit hommes levés dans la population de Barret-de-Lioure (en plus de ceux envoyés à la compagnie de milice placée sur la Durance).
1720 à 1722 : Lors de l'épidémie de peste de 1720-1722, Barret-de-Lioure est située au nord de la ligne du Jabron, élément du cordon sanitaire allant de Bollène à Embrun et isolant la Provence du Dauphiné (et dont fait partie le mur de la peste). L'interdiction de franchir le Jabron, sous peine de mort, est décidée par le gouverneur d'Argenson début août, et le cordon est mis en place le 26 septembre pour n'être levé par ordonnance royale que le 19 novembre 1722.
Avant 1790, Barret-de-Lioure était de l'intendance et parlement d'Aix, et de la viguerie et recette de Sisteron. Elle formait une paroisse du diocèse de Gap.

## Politique et administration

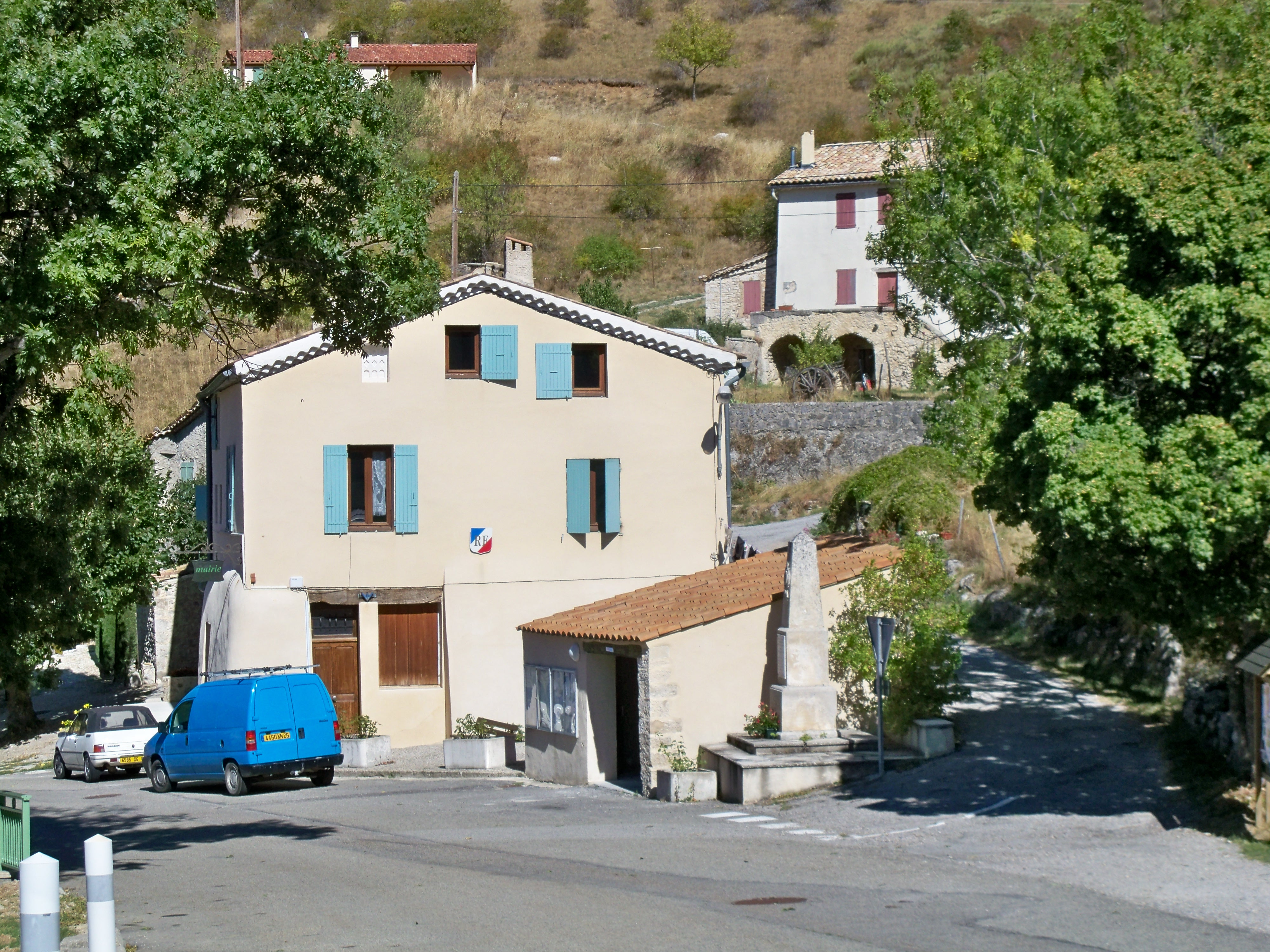
Mairie de Barret-de-Lioure.

### Liste des maires
| Période                                                                      | Période                   | Identité                         | Étiquette | Qualité                        |
| ---------------------------------------------------------------------------- | ------------------------- | -------------------------------- | --------- | ------------------------------ |
| Les données manquantes sont à compléter. : de la Révolution au Second Empire |                           |                                  |           |                                |
| 1790                                                                         | 1792                      | ?                                |           |                                |
| 1792                                                                         | 1793                      | Jean Joseph Hiely                |           | agriculteur                    |
| 1793                                                                         | 1795                      | ?                                |           |                                |
| 1795                                                                         | 1797                      | Jean-Baptiste Jean               |           | propriétaire cultivateur       |
| 1797                                                                         | 1799                      | Jean-Baptiste Pascal             |           | propriétaire cultivateur       |
| 1799                                                                         | 1808                      | André Conil                      |           |                                |
| 1808                                                                         | 1813                      | Sauveur Melchior Beauchamp       |           |                                |
| 1813                                                                         | 1815                      | Pierre Bigonnet                  |           |                                |
| 1815                                                                         | 1824                      | Sauveur Melchior Beauchamp       |           |                                |
| 1824                                                                         | 1830                      | Joseph Bladier                   |           |                                |
| 1830                                                                         | 1843                      | Martin Conil                     |           |                                |
| 1843                                                                         | 1846                      | Laurens Roux                     |           |                                |
| 1846                                                                         | 1853                      | Mathieu Conil                    |           |                                |
| 1853                                                                         | 1866                      | Jacques Aumage                   |           |                                |
| 1866                                                                         | 1867                      | Joseph Bérard                    |           |                                |
| 1867                                                                         | 1869                      | ?                                |           |                                |
| 1869                                                                         | 1871                      | Martin Conil                     |           |                                |
| Les données manquantes sont à compléter. : depuis la fin du Second Empire    |                           |                                  |           |                                |
| 1871                                                                         | 1874                      | Léon Espieu                      |           |                                |
| 1874                                                                         | 1878                      | Léon Espieu                      |           | maire sortant                  |
| 1878                                                                         | 1884                      | André Félicien Lambert           |           |                                |
| 1884                                                                         | 1888                      | André Félicien Lambert           |           | maire sortant                  |
| 1888                                                                         | 1892                      | André Félicien Lambert           |           | maire sortant                  |
| 1892                                                                         | 1896                      | André Félicien Lambert           |           | maire sortant                  |
| 1896                                                                         | 1900                      | Eugène Espieu                    |           |                                |
| 1900                                                                         | 1904                      | Félicien Lambert                 |           |                                |
| 1904                                                                         | 1908                      | Félicien Lambert                 |           | maire sortant                  |
| 1908                                                                         | 1912                      | Félicien Lambert                 |           | maire sortant                  |
| 1912                                                                         | 1919                      | Jules Louis Richieu              |           |                                |
| 1919                                                                         | 1925                      | Julien Sigoret                   |           |                                |
| 1925                                                                         | 1928                      | Joseph Usèbe Reynier             |           |                                |
| 1928 (élection ?)                                                            | 1929                      | Henri François Saisse            |           |                                |
| 1929                                                                         | 1935                      | Clovis Alexandre Granier         |           |                                |
| 1935                                                                         | 1945                      | Clovis Alexandre Granier         |           | maire sortant                  |
| 1945                                                                         | 1947                      | Pierre Eugène Espieu             |           |                                |
| 1947                                                                         | 1953                      | Pierre Eugène Espieu             |           | maire sortant                  |
| 1953                                                                         | 1957                      | Gaston Louis Jasses              |           |                                |
| 1957 (élection ?)                                                            | 1959                      | Louis Désiré Quenin              |           | chef cantonnier                |
| 1959                                                                         | 1965                      | Louis Désiré Quenin              |           | maire sortant                  |
| 1965                                                                         | 1971                      | Andrée Espieu                    |           | aubergiste                     |
| 1971                                                                         | 1974                      | Andrée Espieu                    |           | maire sortant                  |
| 1974 (élection ?)                                                            | 1983                      | Michel Cossantelli               | DVG       | cultivateur conseiller général |
| 1977                                                                         | 1983                      | Michel Cossantelli               |           | maire sortant                  |
| 1983                                                                         | 1989                      | Michel Cossantelli               |           | maire sortant                  |
| 1989                                                                         | 1995                      | André Reynaud                    |           | cultivateur                    |
| 1995                                                                         | 2001                      | André Reynaud                    |           | maire sortant                  |
| 2001                                                                         | 2003                      | André Reynaud                    |           | maire sortant                  |
| 2003 (élection ?)                                                            | 2008                      | Jean-Baptiste Acquaviva          |           |                                |
| 2008                                                                         | 2014                      | Jean-Baptiste Acquaviva          |           | employé                        |
| 2014                                                                         | 2020                      | Ginès Achat                      | DVG       | ingénieur                      |
| 2020                                                                         | En cours (au 9 mars 2021) | Ginès Achat[source insuffisante] |           | maire sortant                  |

## Population et société

### Démographie
L'évolution du nombre d'habitants est connue à travers les recensements de la population effectués dans la commune depuis 1793. Pour les communes de moins de 10 000 habitants, une enquête de recensement portant sur toute la population est réalisée tous les cinq ans, les populations de référence des années intermédiaires étant quant à elles estimées par interpolation ou extrapolation. Pour la commune, le premier recensement exhaustif entrant dans le cadre du nouveau dispositif a été réalisé en 2008.

En 2022, la commune comptait 67 habitants, en évolution de −16,25 % par rapport à 2016 (Drôme : +2,64 %, France hors Mayotte : +2,11 %).
| 1793 | 1800 | 1806 | 1821 | 1831 | 1836 | 1841 | 1846 | 1851 |
| ---- | ---- | ---- | ---- | ---- | ---- | ---- | ---- | ---- |
| 480  | 367  | 555  | 545  | 588  | 604  | 603  | 596  | 607  |

| 1856 | 1861 | 1866 | 1872 | 1876 | 1881 | 1886 | 1891 | 1896 |
| ---- | ---- | ---- | ---- | ---- | ---- | ---- | ---- | ---- |
| 549  | 428  | 429  | 414  | 376  | 361  | 372  | 305  | 254  |

| 1901 | 1906 | 1911 | 1921 | 1926 | 1931 | 1936 | 1946 | 1954 |
| ---- | ---- | ---- | ---- | ---- | ---- | ---- | ---- | ---- |
| 274  | 257  | 240  | 181  | 149  | 110  | 101  | 85   | 82   |

| 1962 | 1968 | 1975 | 1982 | 1990 | 1999 | 2006 | 2008 | 2013 |
| ---- | ---- | ---- | ---- | ---- | ---- | ---- | ---- | ---- |
| 75   | 52   | 34   | 43   | 42   | 47   | 71   | 78   | 82   |

| 2018 | 2022 | - | - | - | - | - | - | - |
| ---- | ---- | - | - | - | - | - | - | - |
| 68   | 67   | - | - | - | - | - | - | - |

### Services et équipements
- Cosmodrôme (observatoire et antennes)[1].

### Enseignement
Barret-de-Lioure dépend de l'académie de Grenoble.

### Santé
Le Centre Hospitalier le plus proche est celui de Sisteron, situé à 43 km, dans les Alpes-de-Haute-Provence.

### Manifestations culturelles et festivités
- Fête : le 6 août[16].

### Cultes

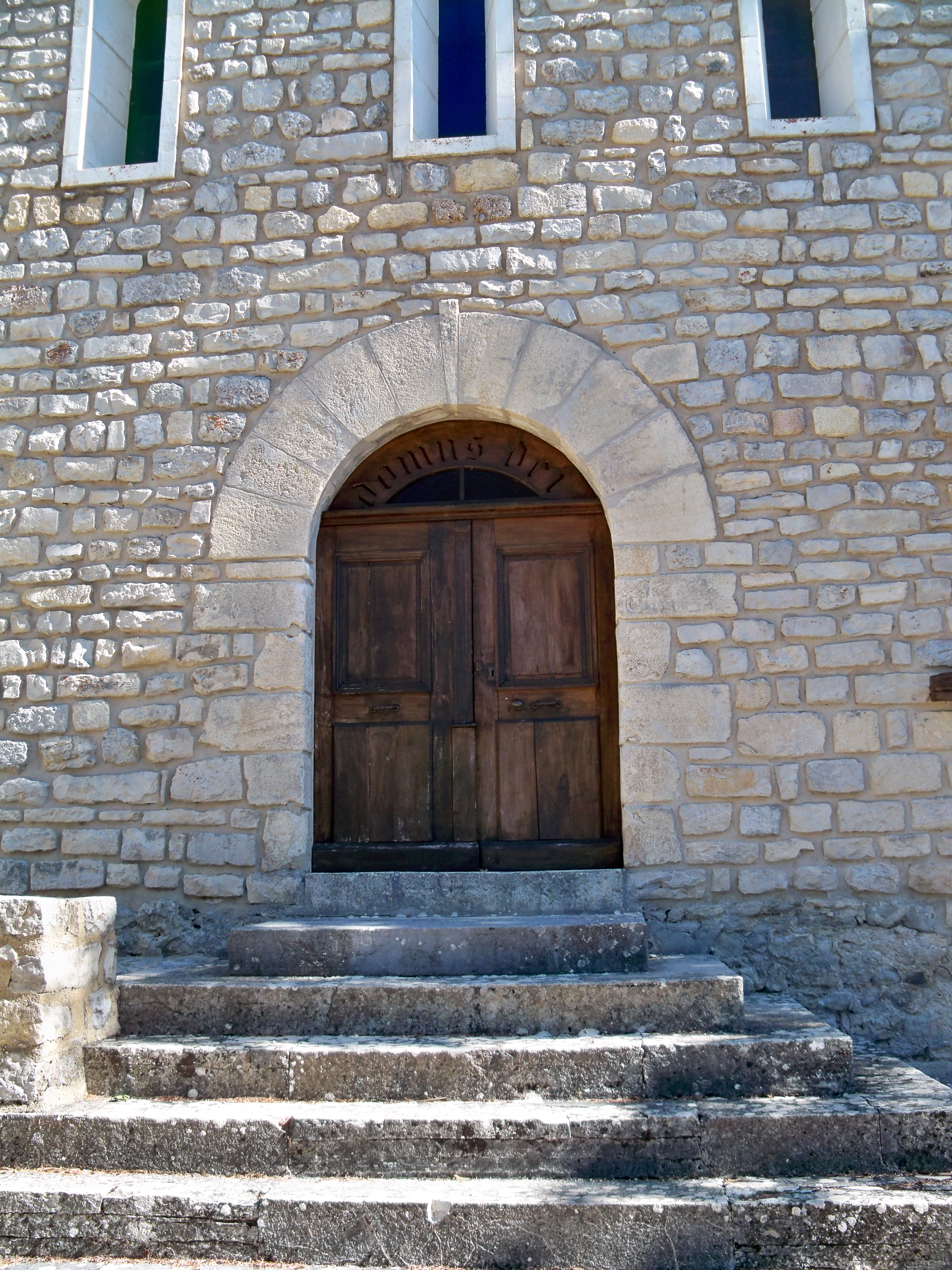
Entrée de l'église Saint-Laurent.

La paroisse catholique de Barret de Lioure dépend du diocèse de Valence, doyenné de Buis-les-Baronnies.

## Économie

### Agriculture
En 1992 : forêts (bois), lavande, vignes, caprins, ovins.

### Tourisme
- Site du village en belvédère[16].

## Culture locale et patrimoine

### Lieux et monuments
- Château en ruine[16].
- Église Saint-Sauveur-et-Saint-Sébastien de Barret-de-Lioure (IMH)[16] : église de Barret-de-Lioure. Elle est inscrite à l'Inventaire général du patrimoine culturel[35].
- Calvaire Trois-Croix[réf. nécessaire].

### Patrimoine naturel
- Nombreux panoramas (en particulier du col de Macuègne)[16].
- Grottes à stalagmites[16].
- Grotte des Faux-Monnayeurs[réf. nécessaire].

### Héraldique, logotype et devise
Selon Louis de Bresc, les armes de Barret-de-Lioure se blasonnaient ainsi en 1866 :

« de gueules, à un grand rocher d'argent, sur le haut duquel est bâti un bourg composé d'une église et de quelques maisons essorées de sable. »

| Blason de Barret-de-Lioure | De gueules au rocher d’argent sommé d’un bourg composé d’une église et de quelque maisons du même essorées de sable. |